# Morgan Robertson
Pour les articles homonymes, voir Robertson.
Œuvres principales
- 1898 : Le Naufrage du Titan
- 1899 : Where Angels Fear to Tread

Morgan Robertson (30 septembre 1861 – 24 mars 1915) est un écrivain américain connu pour ses nouvelles.  Il est l'auteur de plusieurs ouvrages sur la mer et de récits maritimes et le possible inventeur du périscope. 
De nos jours il est plus connu pour avoir écrit le roman Le Naufrage du Titan (en anglais « Futility, or the Wreck of the Titan »). Il raconte l'histoire d'un paquebot sombrant dans l'Atlantique Nord après avoir heurté un iceberg, une fiction écrite quatorze ans avant le naufrage du Titanic.

## Biographie
Morgan Robertson est le fils d'un capitaine de navire, Andrew Robertson, et d'Amelia Glassford Robertson.    
En 1898, il publie son roman Le Naufrage du « Titan ». 
En 1905, son livre The Submarine Destroyer est publié. Il y décrit un sous-marin qui utilise un dispositif appelé périscope. Malgré les réclamations plus tard de Robertson indiquant qu'il avait « inventé » un prototype de périscope lui-même et s'était vu refuser un brevet, Lake et Grubbs perfectionnèrent un modèle utilisé par l'US Navy dès 1902, trois ans avant le roman de Robertson. Le sous-marin électrique français Gymnote était originellement équipé d'un périscope, et bien que ce dernier fût par la suite enlevé pour son manque de fiabilité, cela montre que les ingénieurs français pensaient déjà à l'intégration du périscope dans leurs prototypes de sous-marin presque trente ans avant la publication du roman.
En 1914 (dans un volume qui contient aussi une nouvelle version de Futility), Robertson écrit une nouvelle appelée Beyond the Spectrum, dans laquelle il raconte une future guerre entre les États-Unis et le Japon, un sujet populaire à l'époque. Comme son Futility, or the Wreck of the Titan, Beyond the Spectrum présente plusieurs ressemblances avec le conflit qui va se dérouler vingt-sept ans plus tard. Le Japon ne déclare pas formellement la guerre mais lance plusieurs attaques surprise contre des navires américains en route pour Hawaï et les Philippines. Une flotte d'invasion qui prévoit de lancer une attaque surprise sur San Francisco est arrêtée par le héros en utilisant une arme prise sur un navire japonais. Le titre fait référence à un projecteur à ultraviolets utilisé par les Japonais (mais inventé par les Américains) pour aveugler les équipages américains.  
Robertson est l'auteur de Primordial / Three Laws et la Golden Rule, une nouvelle sur des enfants naufragés qui grandissent ensemble sur une île déserte et tombent amoureux. Des amateurs d'Edgar Rice Burroughs reconnaissent la contribution de Robertson aux travaux de Henry De Vere Stacpoole, particulièrement Le Lagon bleu ; ils pensent que Robertson aussi bien que Stacpoole ont influencé Burroughs dans sa création de Tarzan seigneur de la jungle.
Le 24 mars 1915, Robertson est retrouvé mort dans sa chambre d'hôtel à Atlantic City. Il est âgé de cinquante-trois ans. Il serait mort d'une overdose d'un hypnotique, le paraldéhyde ou d'une maladie cardiaque.
Récemment, Morgan Robertson est devenu le héros d'une BD, l'album Titanic scénarisé par Richard D. Nolane et dessiné par Patrick A. Dumas (éditions Soleil, avril 2009).

## Futility, or the Wreck of the Titan
Ce roman écrit en 1898 semble prémonitoire. Robertson y raconte en effet le naufrage d’un grand paquebot nommé Titan réputé insubmersible. Ce dernier, comme le Titanic, heurte un iceberg avant de sombrer avec un grand nombre de passagers à son bord, faute de canots de sauvetage en assez grand nombre. Le cercle zététique a présenté en détail les similarités entre le Titan et le Titanic.
Ce qui constitue l’originalité de sa prémonition, c’est qu’il a écrit cette histoire quatorze ans avant le naufrage du Titanic. La construction du navire fut commencée quelques années plus tard, avec une technologie datant de l'époque où Robertson avait écrit sa nouvelle. Avec la connaissance des navires qu'avait Morgan Robertson, il n'est pas étonnant que le Titan et le Titanic se soient tant ressemblé. Il a prétendu qu'une aide ésotérique lui avait donné l’inspiration pour écrire. 
Le navire du roman de Morgan Robertson, le Titan, moteurs à peine rodés, percute en avril un iceberg en Atlantique Nord et sombre en faisant 2 000 victimes, essentiellement par manque d'embarcations de sauvetage. Dans la nuit du 14 avril au 15 avril 1912, la réalité rejoint la fiction : le Titanic déchire son flanc tribord contre un iceberg également en Atlantique Nord et, pour les mêmes raisons, perd 1 500 passagers. Robertson avait décrit, et dans les moindres détails, son navire imaginaire (système téléphonique interne au navire, principe d'étanchéité des cloisons, nombre de musiciens dans l'orchestre, salle de bal) identiques ou très proches de ceux du Titanic.
Néanmoins, le roman présente des différences avec le naufrage réel, par exemple le fait que le Titan a coulé presque aussitôt (rendant l'insuffisance des canots de sauvetage sans objet), et qu'il était sur la route du retour de son troisième voyage à New York.
Ce roman de Morgan Robertson développe une belle et héroïque histoire d'amour entre un marin courageux, une petite fille bravant le danger et une mère retrouvant enfin le bonheur complet.
Ironie du sort : on compte, parmi les victimes du naufrage du Titanic, le célèbre journaliste W. T. Stead qui écrivit lui aussi deux nouvelles prémonitoires en 1886 et 1892 évoquant des naufrages similaires. La première se terminait par cette phrase : « C'est exactement ce qui pourrait se passer si les grandes compagnies de paquebots persistaient à ne pas prévoir assez de chaloupes de sauvetage pour tout le monde. »
Le roman est reparu en français en 2000 sous le titre Le Naufrage du Titan aux éditions Corsaire.

## Autres œuvres
- 1898 : Spun-Yarn: Sea Stories
- 1899 : Where Angels Fear to Tread
- Three Laws & the Golden Rule
- Sinful Peck
- Down to the Sea
- Masters of men
- The grain ship
- Over the border

## Source
- (en) Cet article est partiellement ou en totalité issu de l’article de Wikipédia en anglais intitulé « Morgan Robertson » (voir la liste des auteurs).